# 雲霞古剎石牌坊
雲霞古剎石牌坊位於四川省內江市市中區，文物遺址年代判定為清代。2007年6月1日公佈為四川省第七批文物保護單位。